# Dendrolycosa lepida
Dendrolycosa lepida là một loài nhện trong họ Pisauridae.
Loài này thuộc chi Dendrolycosa. Dendrolycosa lepida được Tord Tamerlan Teodor Thorell miêu tả năm 1890.